# Laberinto
Laberinto ist eine venezolanische Crossover-Band aus Caracas, die im Jahr 1989 gegründet wurde.

## Geschichte
Die Band wurde im Jahr 1989 gegründet und bestand aus dem Sänger Raymundo Ceballos, den Gitarristen Pablo Minoli und Richard Rodriguez, dem Bassisten Ruben Sposito und dem Schlagzeuger Marco Toro Bernal. Neben dem Covern von Liedern von Bands wie Testament und Anthrax entwickelte die Gruppe ihre ersten eigenen Lieder. Im Jahr 1992 verlegte die Band ihren Sitz nach Amsterdam und ging nach einer Zeit als Straßenmusiker (die traditionelle südamerikanische Musik spielten) im Jahr 1995 auf eine Europatournee, mit Auftritten in der Schweiz sowie in Italien, Ungarn und Deutschland, inklusive Auftritten auf dem deutschen Wacken Open Air und dem ungarischen Island Music Festival. Nachdem die Band einen Vertrag bei dem niederländischen Label Mascot Records unterzeichnet hatte, erschien hierüber 1996 das Album Priority, wovon sich etwa 20.000 Einheiten absetzten. Es folgten weitere Auftritte, unter anderem in Eindhoven auf dem Dynamo Open Air und dem Kölner Bizarre-Festival. Zudem war die Band in der Sendung Rockpalast zu sehen. Im Jahr 1998 erschien das zweite Album Freakeao, das von Sander Jansen produziert worden war. Danach folgten Auftritte unter anderem zusammen mit Frozen Sun, ehe im Jahr 2000 das von Attie Bauw produzierte Album Another Style folgte. Im selben Jahr erschien zudem das Live-Album Live, das bei einem Konzert in Amsterdam im März 2000 aufgenommen worden war. Neben den fünf festen Band-Mitgliedern waren noch ein Pianist, zusätzliche Perkussionisten und vier Bläser anwesend. Im Jahr 2003 erschien das Album Decada, ehe 2008 das Album The World Might Suck erschien, das Laberinto zusammen mit der Hip-Hop-Gruppe Osdorp Posse aufnahm. Auf dem im Jahr 2010 erschienenen Album Mask of a Thousand Faces, das von Abel Canizales und Marco Toro produziert, in den Excess Studios in Rotterdam vorproduziert und in Miami von Alex Garcia und Bob St. John abgemischt und gemastert worden war, war Ronny Tuman als neuer Sänger zu hören. In ihrer bisherigen Karriere ist die Band unter anderem auch zusammen mit Gruppen mit Marilyn Manson, Cradle of Filth, Testament, Helmet, Tiamat, Machine Head, Sick of It All, Exodus, The Offspring, Moonspell, Napalm Death, Limp Bizkit und Korn aufgetreten.

## Stil
Laut Holger Stratmann in der Rock Hard Enzyklopädie spielt die Band eine Mischung aus Metal und Hardcore Punk, wobei die Gruppe seit 1991 verstärkt Einflüsse aus der lateinamerikanischen Musik, insbesondere der Salsa, einfließen lasse. Zudem habe die Band anfangs auf Spanisch gesungen, jedoch später auf Englisch umgeschwenkt. Im Lied Barlovento, das auf der selbstbetitelten EP zu finden ist, klinge die Band, „als gingen Slayer einen Hahnenkampf mit Tito Puento [SIC!] ein“. Henning Richter vom Metal Hammer hörte bei der Band Einflüsse aus dem Thrash Metal heraus, die die Gruppe mit lateinamerikanischer Musik vermische. Richter bezeichnet in seiner Rezension zu Priority als „Machine Head treffen Santana, Latino-Rhythmen, Dschungel-Atmosphäre und Metal“. Die Band mache dabei unter anderem Gebrauch von Bongos, Congas und Timbales. Der drohende Gesang prangere meist das Wohlstandsgefälle zwischen dritter Welt und Industrieländern an. Laut Richter setzt die Band auf Frekeao ihren Stil fort. Die Band kombiniere Latino-Rhythmen mit Nu-Metal-Elementen. In den Liedern fehle es nun jedoch an Melodik und auch der Gesang sei meist eher Geschrei als richtiger Gesang. In seiner Rezension zu Live gab Matthias Mineur an, dass die Musik, die er als „Latino Metal“ bezeichnet, stärker in den Bereich des Heavy Metal abgleite. Die Gitarrenriffs würden zwischen Pantera und südamerikanischer Folklore schwanken. Der Gesang werde meist in gerappter Form vorgetragen. Sonja Lattwesen meinte im Rock Hard, das „Gefrickel und Gebreake“ sei wie „drittklassige[r] Free Jazz“. Und weiter: „Dazu gniedelt ein Möchtegern-Santana altersstarrsinnige Riffs in Zeitlupe.“ Immerhin sorgten die verschiedenartigen lateinamerikanischen Charakteristika für einen passablen Rhythmus.

## Diskografie
- 1990: Laberinto (Demo, Eigenveröffentlichung)
- 1992: Radiation (Demo, Eigenveröffentlichung)
- 1993: The World You Are Making (Demo, Eigenveröffentlichung)
- 1995: Laberinto (EP, VIP 1 Records)
- 1996: Priority (Album, Mascot Records)
- 1998: Freakeao (Album, Mascot Records)
- 2000: Another Style (Album, Suburban Records)
- 2000: Live (Live-Album, Mascot Records)
- 2003: Decada (Album, Mascot Records)
- 2008: The World Might Suck (Album zusammen mit Osdorp Posse, Djax Records)
- 2010: Mask of a Thousand Faces (Album, Sonic Rendezvous Records)